# Visualizador

Se llama visualizador, display en inglés, a un dispositivo de ciertos aparatos electrónicos que permite mostrar información al usuario de manera visual o táctil. Un visualizador de una señal de vídeo se lo llama más comúnmente pantalla; los dos ejemplos más comunes son el televisor y el Monitor de computadora. Un visualizador es un tipo de dispositivo de salida.

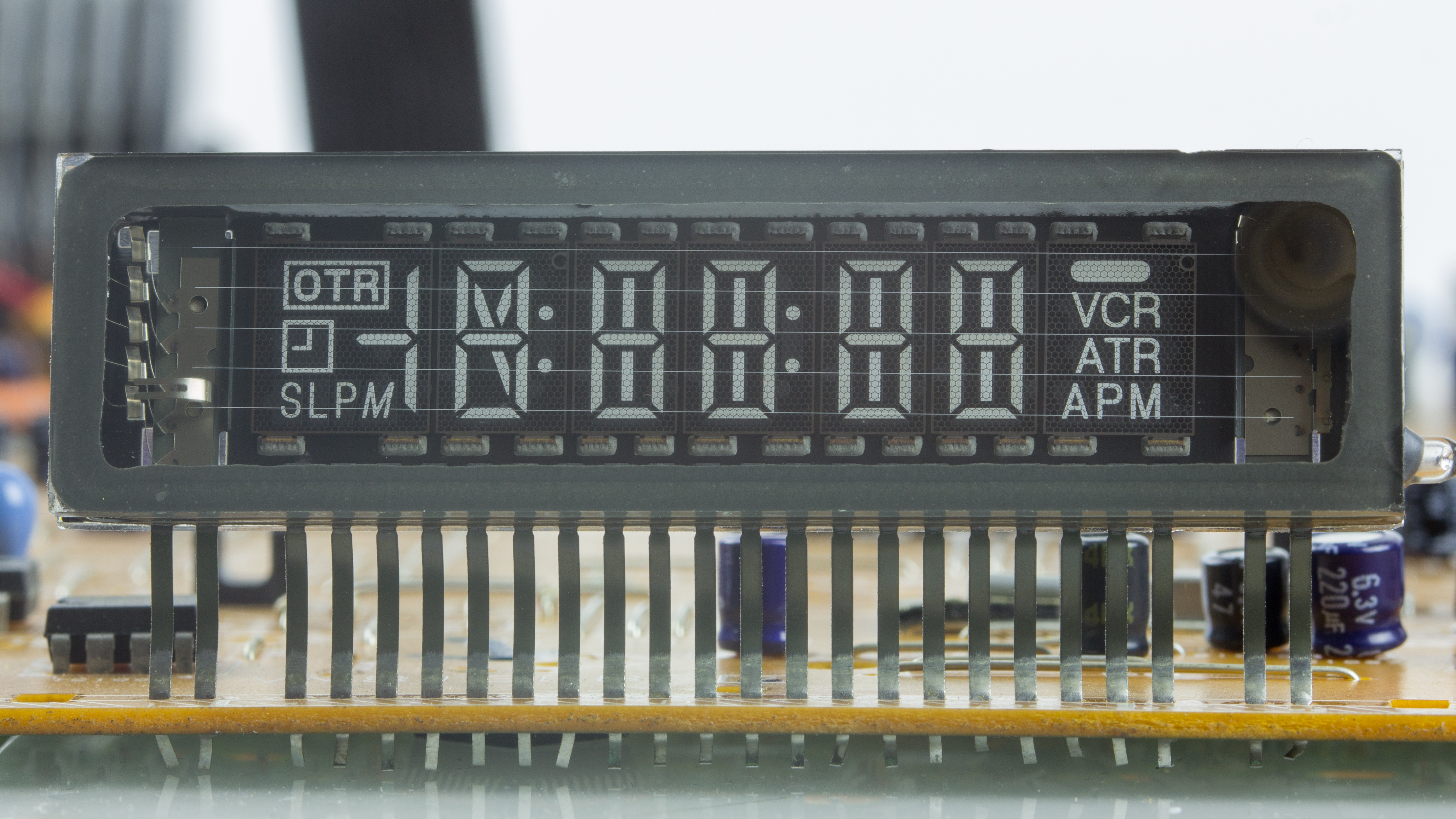
Display VFD para reloj.

Hay líneas táctiles destinadas a los discapacitados visuales que emplean piezas electromecánicas para actualizar dinámicamente una imagen táctil (en general caracteres Braille), que se puede inferir utilizando los dedos.
Los primeros visualizadores, similares a los de los ascensores, se construían con lámparas que iluminaban las leyendas. Un ejemplo son los ascensores, que para cada piso existía una luz detrás de una silueta con forma de número.
A partir de la aparición de calculadoras, cajas registradoras e instrumentos de medida electrónicos que muestran distintas informaciones, ya se puede hablar con propiedad de visualizadores. Un tubo Nixie es semejante a una lámpara de neón pero con varios ánodos que tienen la forma de los símbolos que se quiere representar. Otro avance fue la invención del visualizador de 7 segmentos.

## Tipos de visualizador

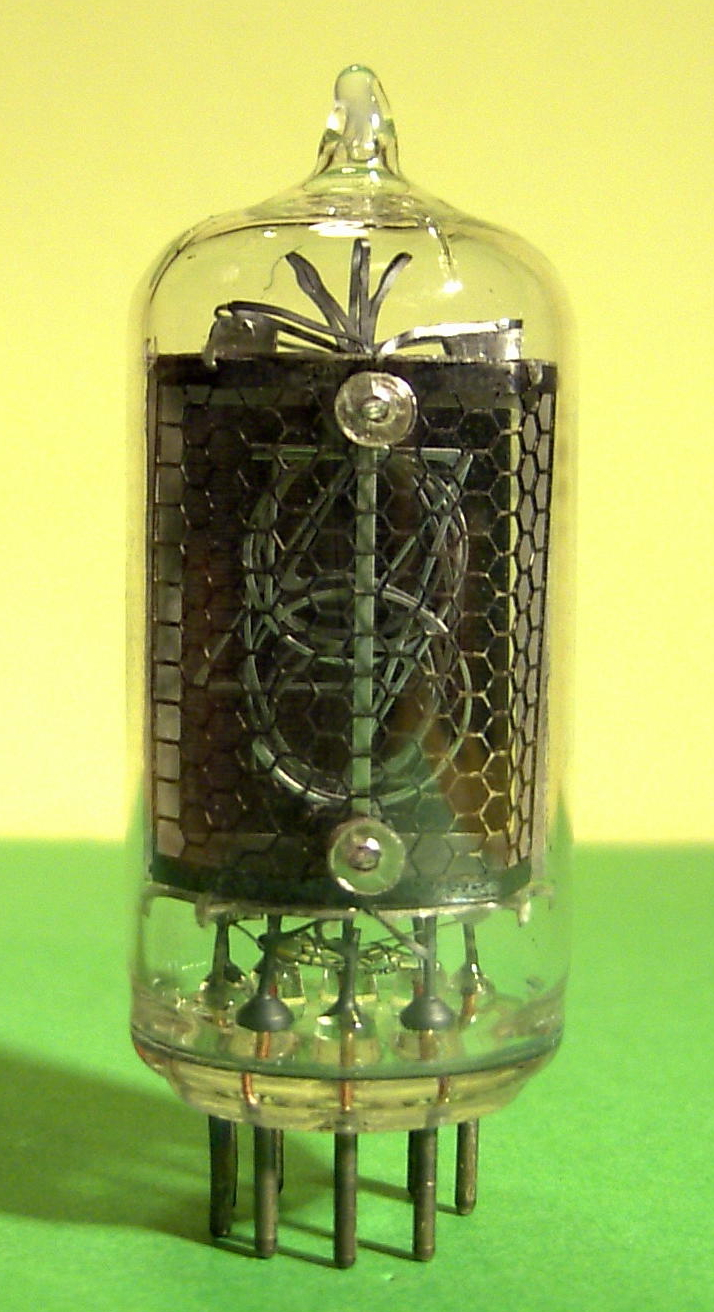
Tubo Nixie.

### Visualizador de segmentos
En un visualizador de 7 segmentos se representan los dígitos 0 a 9 iluminando los segmentos adecuados. También suelen contener el punto o la coma decimal. A veces se representan también algunos caracteres como la "E" (Error), "b" o "L" (Low Battery), etc., pero para representar los caracteres alfabéticos se introdujo el visualizador de 14 segmentos. El visualizador de 14 segmentos tuvo éxito reducido y sólo existe de forma marginal debido a la competencia de la matriz de 5x7 puntos. Los visualizadores de segmentos se fabrican en diversas tecnologías: Incandescencia, de cátodo frío, LED, cristal líquido, fluorescente, etc.

### Visualizador de matriz

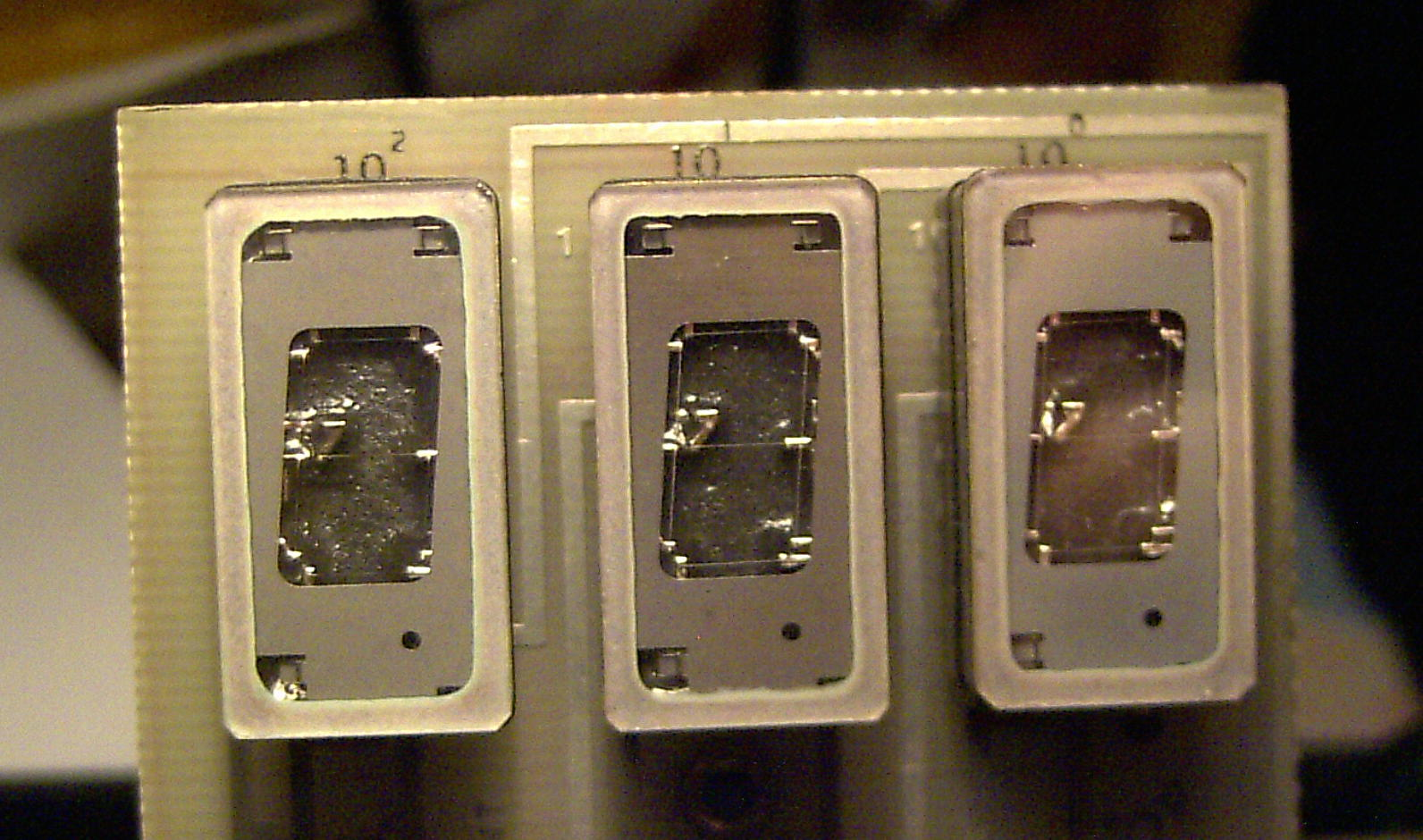
Visualizadores de incancescencia.

La matriz de 5x7 permite representar letras mayúsculas y minúsculas, signos de puntuación y caracteres especiales con un grado de legibilidad excelente. No es nueva y ya en los años 1940 se podía ver mostrando leyendas publicitarias. Estaban fabricadas con lámparas de incandescencia. Actualmente se fabrican con LED y LCD.
A las matrices de 5x7 siguen las líneas de caracteres, principalmente LCD y VFD, presentándose en múltiples formatos, de una a cuatro líneas de ocho a cuarenta caracteres.
Matriz gráfica. Consiste en una matriz más grande, que puede representar tanto caracteres como gráficos. Se fabrican en LCD y VFD. Las matrices de LED están constituidas por un mosaico de visualizadores más pequeños (8x8, normalmente). Pueden ser multicolores (Rojo-Naranja-Verde o Rojo-Verde-Azul), encontrando su utilidad en vallas publicitarias, campos de fútbol, etc.

### Visualizador electromecánico
Los problemas de los primeros visualizadores para su uso a la intemperie: falta de luminosidad y fragilidad condujeron al desarrollo de otros tipos de visualizador, en los que se mueve mecánicamente alguna pieza que oculta o muestra un símbolo o leyenda. Pertenecen a este tipo los visualizadores "de cortinilla", que constan de un motor paso a paso que va pasando las "hojas" que contienen distintas leyendas hasta llegar al mensaje deseado. Gozó de gran popularidad en aeropuertos, estaciones de tren y autobuses, etc. Pero la dificultad para cambiar los mensajes significó su fin cuando se pudo disponer de alternativas en otras tecnologías. Otro visualizador mecánico, que se ve como 7 segmentos y como matriz consiste en segmentos o puntos fluorescentes sobre láminas que pueden girar para ponerse perpendiculares mediante la acción de un electroimán. Presenta la ventaja de que son visibles a plena luz solar y sólo consumen en el cambio de estado.

### Visualizador de proyección

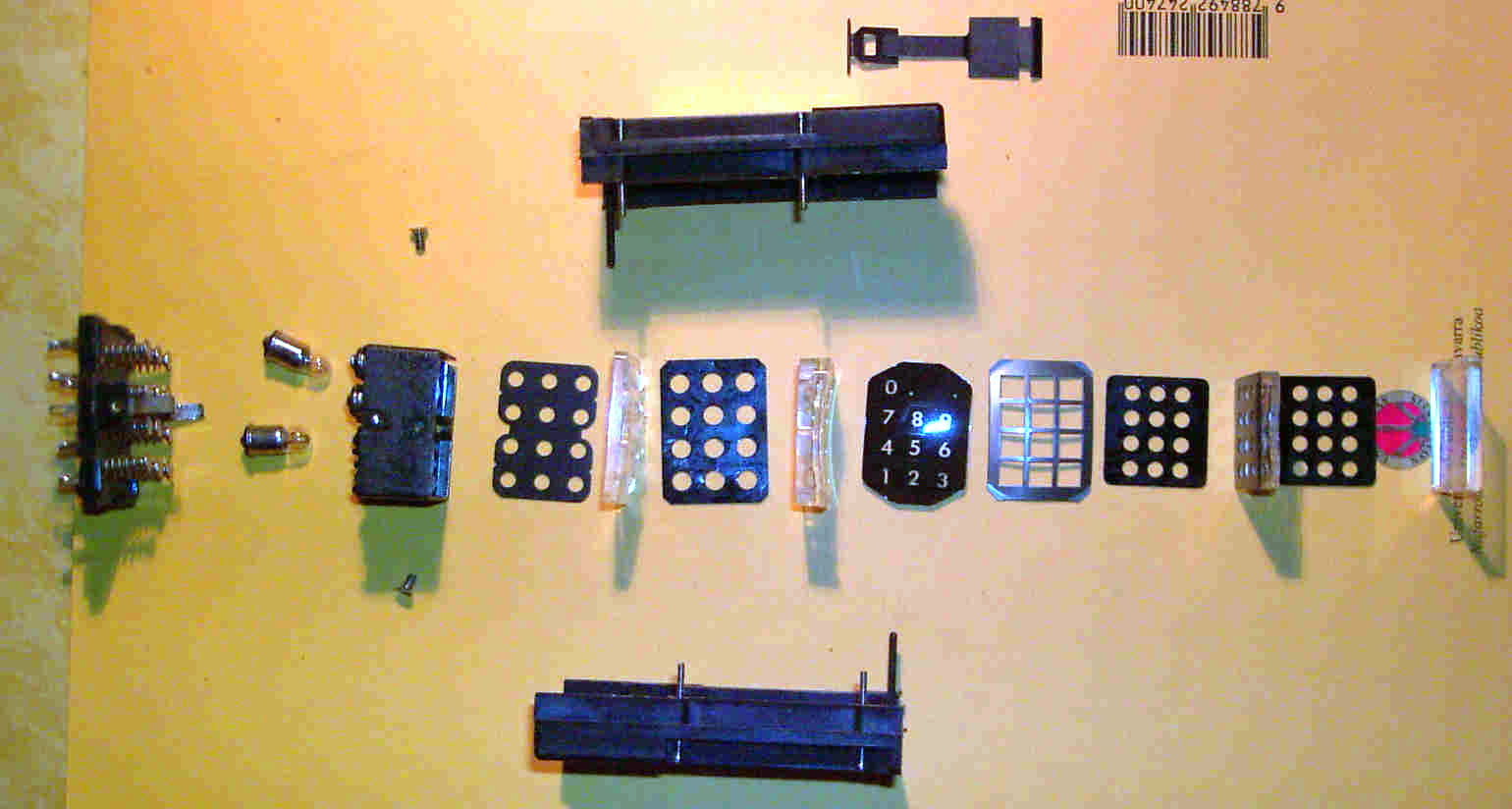
Despiece de un visualizador de proyección. Se pueden apreciar las bombillas, grupos de lentes, película conteniendo los dígitos y diafragmas.

Consisten en una matriz de lámparas, de las que se ilumina sólo una cada vez. La luz se dirige a un condensador que la proyecta sobre una película que contiene los símbolos que se quiere representar. Después otro grupo de lentes enfoca la imagen sobre una pantalla translúcida, que se hacen visibles en su cara posterior. Como norma general el número de imágenes está limitado a doce y no se pueden cambiar, salvo que se desmonte la unidad y se cambie la película.